# Killara
Killara è un sobborgo sulla Upper North Shore di Sydney, situato nello stato del Nuovo Galles del Sud, in Australia. Dista 14 chilometri dal Sydney Central Business District, nella municipalità di Ku-Ring-Gai. East Killara è un sobborgo a sé stante, mentre West Killara è una località all'interno di Killara.

## Storia
Killara è un termine aborigeno che significa permanente oppure da sempre lì. Il primo nucleo cittadino risale al 1821 ma il nome fu scelto quando la linea ferroviaria vi giunse nel 1899, per volere del rappresentante locale James George Edwards. La località fu pensata come un "sobborgo per gentiluomini" e di conseguenza con un design residenziale e poche attività commerciali. L'ufficio postale di Killara venne inaugurato il 7 novembre 1904.
A Killara si trasferirono, in seguito, il celebre architetto Harry Seidler e la moglie Penelope nel 1967; la loro abitazione si può ancora osservare in Kalang Avenue n°13 ed è talvolta chiamata Killara House oppure la Harry and Penelope Seidler House. La casa ospita una scultura di Eric Orr, uno scultore di Los Angeles.
Un altro punto di interesse è il Marian Street Theatre.

## Società

### Evoluzione demografica

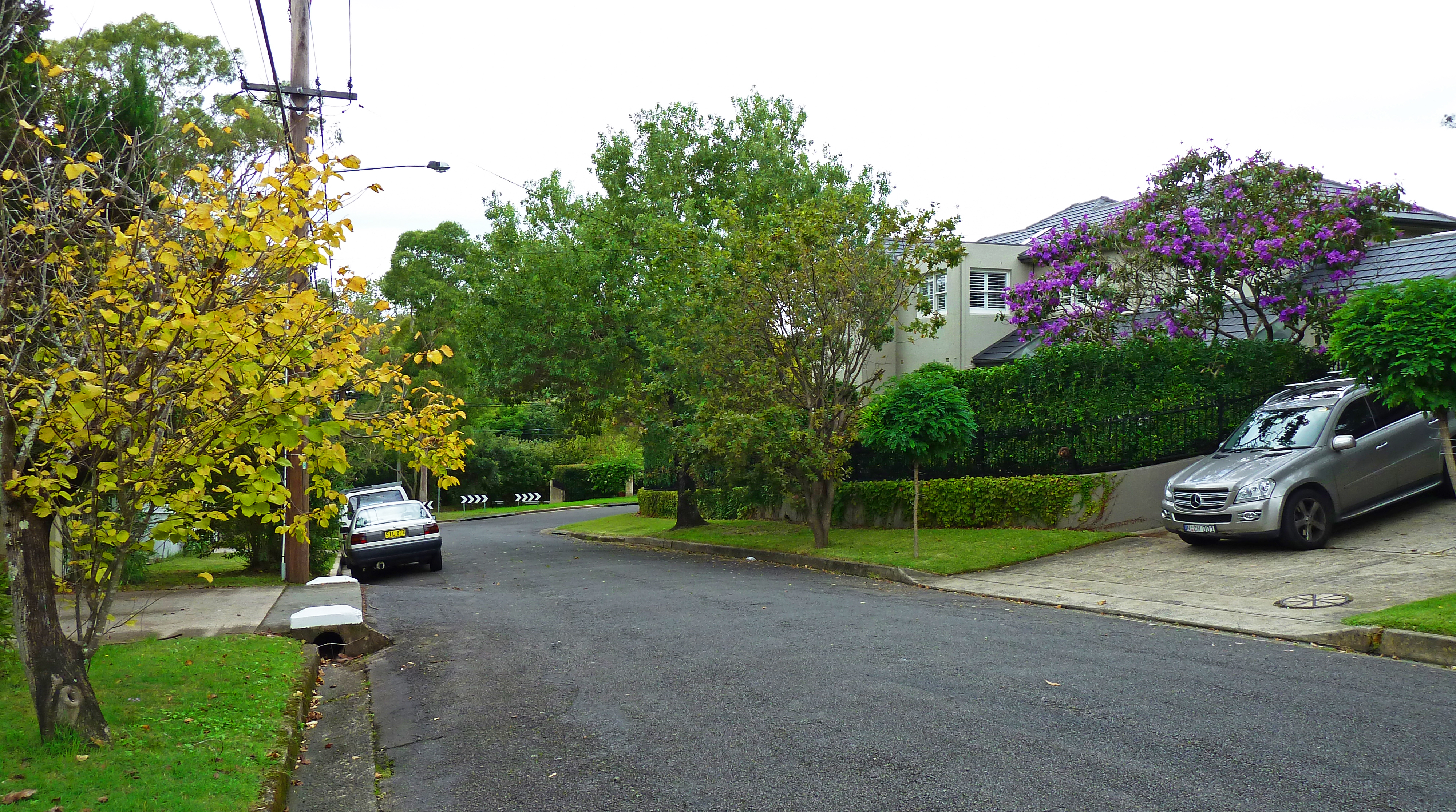
Rosetta Avenue

Secondo un censimento nazionale del 2016, la popolazione totale di Killara ammontava a 10 574 persone (47.5% maschi e 52.5% femmine), oltre la metà nate in Australia. Le principali nazionalità straniere riguardavano Cina, Inghilterra, Hong Kong, Corea del Sud e Nuova Zelanda. Sempre secondo il medesimo censimento, soltanto il 61% dei residenti parla in inglese anche in famiglia, dato che altre minoranze linguistiche sono rappresentate da cinese mandarino, cantonese, coreano e giapponese. Oltre un terzo della popolazione non mostra affiliazioni verso alcuna religione, mentre il 17.7% si è dichiarato cattolico e il 15.8% anglicano.